# Outplacement
Outplacement – program wsparcia w poszukiwaniu nowej pracy dla pracowników zwalnianych przez firmy grupowo lub indywidualnie. Termin „outplacement” pochodzi z języka angielskiego (pierwsze programy outplacementu były realizowane w USA i w Wielkiej Brytanii). W języku polskim próbowano tłumaczyć „outplacement” na „zwolnienia monitorowane”, ale termin ten nie przyjął się powszechnie i dzisiaj nie jest stosowany ani w literaturze fachowej tematu, ani na rynku komercyjnym. W dokumentach formalnych (np.: ustawach) outplacement bywa określany „programem aktywizacji zawodowej dla osób, u których doszło do rozwiązania stosunku pracy z przyczyn leżących po stronie zakładu pracy”, tj. na rzecz pracowników będących w stanie rozwiązania umowy o pracę lub zagrożonych wypowiedzeniem. Definicje outplacementu wskazują również, że jest to „uczenie profesjonalistów, jak dawać sobie radę z utratą pracy”.
Zgodnie z ustawą o promocji zatrudnienia pracodawca, który zamierza zwolnić co najmniej 50 pracowników w ciągu 3 miesięcy, zobowiązany jest do zorganizowania zwalnianym osobom programu pomocy oraz zgłosić to odpowiednim instytucjom. Program ten może być realizowany przez urząd pracy, agencje zatrudnienia lub wyspecjalizowane firmy. 
Komercyjne programy outplacementu są finansowane przez pracodawcę lub w porozumieniu pracodawcy z odpowiednimi jednostkami. Celem prowadzonego programu outplacement jest skrócenie okresu poszukiwań nowej pracy i pomoc w znalezieniu jak najlepszej nowej pracy dla danej osoby.
Outplacement może obejmować: doradztwo psychologiczne, doradztwo zawodowe, pomoc w szukaniu nowego miejsca pracy, określenie optymalnej ścieżki rozwoju zawodowego i osobistego, finansowanie szkoleń, kursów doszkalających, doradztwo w zakresie rozpoczęcia własnej działalności gospodarczej, pomoc w przeprowadzce do nowego miejsca zamieszkania.

## Formy outplacementu
Jeszcze do roku 2010 na świecie i w Polsce przyjmowało się rozróżnienie na trzy główne formy outplacementu komercyjnego: indywidualny (dla pojedynczych osób odchodzących z firmy), grupowy (dla grup od kilkunastu do kilkuset lub więcej zwalnianych pracowników) i Executive (dla menedżerów średniego i wyższego szczebla). Cel wszystkich typów jest podobny – pomóc w znalezieniu satysfakcjonującej kontynuacji kariery zawodowej lub zmiana dotychczasowej kariery.
Od kilku lat zrezygnowano z tej nomenklatury, a wobec postępującej digitalizacji i zmiany sposobu realizacji usługi, z coraz większym wykorzystaniem serwisów dostępnych on-line, różnice w sposobie realizacji wsparcia dla pracowników czy to obchodzących pojedynczo czy grupowo ulegają zatarciu.
Wciąż jednak w przypadku outplacementu indywidualnego, kierowanego do kadry menedżerskiej i specjalistów, udzielana pomoc jest oparta na indywidualnym kontakcie. Klient pracuje przez okres od 1 miesiąca do nawet 12 miesięcy z przydzielonym mu konsultantem, wspiera go zespół researcherów, znaczącą częścią programu jest coaching kariery i doradztwo wizerunkowe.
W outplacemencie grupowym serwisy kierowane są do grup uczestników i często z powodu optymalizacji kosztów realizacji usługi przeważają w nich zbiorowe formy szkoleń (warsztaty). Popularnym rozwiązaniem (zwłaszcza w dużych projektach przeprowadzanych w jednym miejscu i czasie jest ustanowienie dla tych osób Centrum Aktywizacji Zawodowej lub innej komórki działającej na wzór Centrum Kariery.
We wszystkich projektach outplacement realizowanych w Polsce i na świecie znaczącą wagę przywiązuje się do dostarczenia informacji o konkretnych miejscach pracy dostępnych dla każdego uczestnika programu, zgodnych z jego profilem zawodowym i celami karierowymi.

## Historia outplacementu
Pierwsze programy, które miały charakter outplacementu, choć nie były tak nazywane, realizowano  po zakończeniu II wojny światowej w USA dla zdemobilizowanych wojskowych, którzy musieli wejść na rynek pracy. Metoda wsparcia, która miała na celu pomoc w ich reintegracji społecznej i zawodowej, została opracowana przez dziennikarza prasy biznesowej Haldane’a i funkcjonowała pod nazwą „System to Identify Motivated Skills” (System Identyfikacji Umiejętności Motywacyjnych) i opierał się na starannej analizie osiągnięć i sukcesów uczestników. W rezultacie pomagano im zdefiniować ich uniwersalne kompetencje zawodowe, te rozwinięte w trakcie służby wojskowej, które mogły być wykorzystane na zmieniającym się pod koniec lat 40. rynku pracy. Dodatkowo program zawierał elementy znane także, ze współczesnych projektów outplacement: takich jak pisanie życiorysu, nauka autoprezentacji i  prowadzenia rozmów kwalifikacyjnych z pracodawcami itp.

### Chronologia
- 1947 – Haldane roku założył w Nowym Jorku własną firmę “Executive Job Search Counselors”. Aż do 1960 roku wyłącznymi klientami firmy Haldane’a były osoby indywidualne. Haldane prowadził też m.in. zajęcia dla studentów/absolwentów Harvard University pomagające w rozwinięciu umiejętności przydatnych w poszukiwaniu pracy.

- 1960 – Haldane i Gruner (franczyzobioraca Haldane’a) realizują pierwszy „korporacyjny” program outplacement dla firmy Humble Oil Company. Firma Humble Oil była zmuszona dokonać zwolnień w grupie długo związanych z nią inżynierów i laborantów. Zaproponowała Haldane’owi i Grunerowi honorarium za poprowadzenie 90-dniowego programu, będącego kombinacją podejścia indywidualnego i grupowego. Projekt, zakończony pełnym sukcesem (wszyscy uczestnicy znaleźli nową pracę) jest uznawany za pierwszy komercyjny program outplacement w historii finansowany przez firmę zwalniającą pracowników, a nie samych pracowników.

- 1965 – James Challenger zakłada w Chicago firmę Challenger, Gray and Christmas.

- 1967 – Drake and Beam zakładają w Nowym Jorku  firmę konsultingową, w której pracę znajdują wkrótce James Cabrera i William Morin, autorzy pierwszego publicznego podręcznika outplacementu („Parting A Company”,). Firma od 1979 znana jako DBM (Drake Beam Morin) uważana jest za pierwszą profesjonalną organizację outplacementową, która stworzyła korporacyjną strukturę biznesową obejmującą cały kraj, jak również wypracowującą standardy oferowania i realizacji serwisów, które w niewiele zmienionej formie są typowe dla branży do dziś. To również DBM przypisuje się włączenie do programów outplacement systemowej pomocy dla uczestników programów w docieraniu do ofert pracy na rynku, a także pierwsze skomputeryzowane banki ofert pracy dla uczestników programów. Obie te innowacje budziły wówczas kontrowersje w środowisku, gdyż tradycyjnie outplacement postrzegano jako program kształcący umiejętności, dzięki którym uczestnicy sami znajdą pracę. W 2011 DBM (również w Polsce) został przejęty przez Lee Hecht Harrison.

- 1969 – Thomas Hubbard (z Grunerem i Davisem) założył firmę THINC Consulting realizującą komercyjne programy outplacement. Uważa się, że to właśnie w tej firmie po raz pierwszy zaczęto używać określenia „outplacement” dla określenia wsparcia osób tracących pracę. Również to właśnie Thinc po raz włączył do usługi outplacement doradztwo dla zwalniających pracowników organizacji i menedżerów na temat najlepszych sposobów organizacji procesu i komunikowania wypowiedzeń.

- 1974 – nowojorski psycholog Robert J. Lee rozpoczyna działalność, której częścią staje się doradztwo karierowe dla menedżerów wysokich szczebli. Zaprasza do współpracy Roberta Hechta (wówczas szefa marketingu DBM), a później Stevena Harrisona. Dzięki pozyskaniu kapitału ze szwajcarskiej firmy rekrutacyjnej Adia (obecnie Adecco) Lee Hecht Harrison jako pierwsza rozwija się jako organizacja globalna – obecnie jest największą firmą outplacementową na świecie.

- 1982 – powstaje The Association of International Outplacement Consulting Firms (AIOCF; obecnie ACF – Association of Career Firms),  stowarzyszenie międzynarodowych firm outplacementowych[6].

W latach 80. w Ameryce działało ok. 50 firm, a już dekadę później było ich 300. Niektóre z firm okresu wczesnego rozwoju outplacementu przetrwały do dzisiaj. Inne zniknęły z rynku lub zostały przejęte. W ostatnich latach rynek usług outplacement, jak wiele innych, podlega konsolidacji i wg danych z 2017 z raportu SpendEdge obecnie działa na rynku 5 głównych graczy. Lokalnie w wielu krajach usługi dorywczo i w ograniczonym zakresie realizuje wiele lokalnych firm rekrutacyjnych czy szkoleniowych.

## Outplacement w Polsce
O komercyjnych programach outplacement w Polsce można mówić z końcem lat 90. Pierwsze były realizowane w ramach wsparcia dla osób tracących pracę w wyniku restrukturyzacji reprywatyzowanych fabryk. Początek 2001 na polski rynek weszły globalne korporacje i od tego czasu są obecne także w Polsce. Od 2001 regularnie temat outplacementu pojawia się polskiej prasie, czy to w formie artykułów promujących usługę, czy wniosków z raportów badania jakości dostępnych usług i zakresu ich wykorzystania przez pracodawców. Dostępne są badania prowadzone przez różne firmy doradcze oraz między innymi Instytut Badawczy Sythesos (którego grupa respondentów wydaje się największa, bo obejmuje ponad 300 pracodawców). Ze wszystkich badań wynika, że rynek outplacementu w Polsce w rośnie  z 2% w 2002 do ok. 15% pracodawców, którzy z niego korzystają obecnie. Niektóre raporty podają nawet 40%, co może być prawdziwe w odniesieniu do firm z kapitałem zagranicznym. Rośnie świadomość usługi. Większość programów outplacement realizowanych w Polsce to programy indywidualne. Najczęściej pracownicy doceniają wsparcie w zakresie: przygotowanie do rozmów kwalifikacyjnych i opracowanie dobrych dokumentów aplikacyjnych, pomoc w określeniu, jakiej pracy szukać oraz wsparcie psychologiczne. Doradztwo dotyczące wykorzystania social mediów i nowoczesnych rozwiązań technologicznych w procesie poszukiwania pracy (ATSy) bywa również ważną częścią usługi, której oczekują kupujący.

## Outplacement ze środków EFS-u
Coraz częściej outplacement realizowany jest w ramach programów unijnych, dzięki którym wszystkie działania oferowane osobom zagrożonym zwolnieniami czy też już bezrobotnym są całkowicie bezpłatne. Projekty outplacementowe dofinansowane z Europejskiego Funduszu Społecznego są dostępne regionalnie w całej Polsce.
Outplacement dofinansowany z EFS oprócz tradycyjnych form wsparcia oferuje często również dotację na rozpoczęcie własnej działalności gospodarczej. Samozatrudnienie oraz tworzenie nowych miejsc pracy może być korzystnym rozwiązaniem dla osób, które utraciły pracę, jednakże należy mieć świadomość, że na takie programy decyduje się do 5% uczestników outplacementu.
Przegląd technik i narzędzi prowadzenia outplacementu przeprowadzono w 2012 r. w ramach projektu „PIP-WP: INNOWACJE NA ZAKRĘCIE − testowanie i wdrażanie nowych metod outplacementu”, realizowanego na zlecenie Wojewódzkiego Urzędu Pracy w Białymstoku współfinansowanego ze środków Unii Europejskiej w ramach Europejskiego Funduszu Społecznego. W ramach przeprowadzonych badań stworzono modele wsparcia kierowanego odrębnie do pracowników i do pracodawców. Analizie poddano także preferowane formy outplacementu, korzyści i bariery wdrażania outplacementu oraz czynniki rozwoju tego typu usług w Polsce.

## Outplacement w kulturze popularnej
W filmie Up in the Air („W chmurach”) w reżyserii Jasona Reitmana, George Clooney I Anna Kendrick grają role konsultantów wyręczających pracodawców w zwalnianiu pracowników. Wiele osób niesłusznie uważa, że taki serwis jest częścią usługi outplacement, prawdopodobnie dlatego, że bohaterowie przy okazji przedstawionych w filmie rozmów rozstaniowych oferują ulotki informacyjne na temat programów outplacement. 
The Company Men („W firmie”, 2010) film Johna Wellsa z m.in. Benem Affleckiem i Tommy Lee Jonesem opowiada o grupie menedżerów tracących pracę w restrukturyzowanej stoczni. Kilka scen filmu pokazuje ich uczestnictwo w programie outplacement. Sceny są mocno przerysowane, choć sama struktura programu outplacement, jaki wynika z filmu odpowiada realiom.